# KBS Story
KBS Story是韩国廣播公司的子公司KBS N旗下的一个以播放女性节目为主的有線电视频道。

## 历史
- 2013年1月1日 ~ 2021年3月31日 改称KBS W。
- 2021年4月1日 ~ 改称KBS Story。

## 播放节目

### 电视剧
- 《自体发光的她》
- 《我的女兒書英》
- 《田禹治》
- 《学校2013》
- 《玛丽外宿中》
- 《公主的男人》
- 《童颜美女》
- 《呜啦啦夫妇》
- 《成均馆绯闻》
- 《花样男子》
- 《顺藤而上的你》
- 《世上哪里都找不到的善良男人》
- 《达子的春天》
- 《最佳李纯信》
- 《加油，金先生！》
- 《浪漫小镇》
- 《職場之神》
- 《面包大王》
- 《天命：朝鲜版逃亡者故事》
- 《至诚感天》
- 《笑吧！东海》
- 《王家一家人》
- 《结婚》
- 《漂亮男人》
- 《感激时代：斗神的诞生》
- 《真是好时节》
- 《家人之间为何这样》
- 《當時間停止時》

### 其他节目
- 《搞笑演唱会》
- 《Hello Baby》
  - 《少女时代 Hello Baby》
  - 《SHINee Hello Baby》
  - 《T-ara Hello Baby》
  - 《Super Junior Hello Baby》
  - 《MBLAQ Hello Baby》
  - 《B1A4 Hello Baby》
  - 《Boyfriend Hello Baby》
- 《欢乐在一起》
- 《超人歸來》
- 《VJ特攻队》
- 《维他命》

### 体育节目
- 《韩国棒球选手权大会》